# Blackfriars Bridge
Die Blackfriars Bridge ist eine Straßenbrücke über den Fluss Themse in London. Sie verbindet die City of London auf der Nordseite mit dem Stadtteil Southwark im Stadtbezirk London Borough of Southwark auf der Südseite. Sie befindet sich unmittelbar neben dem Bahnhof Blackfriars und ist nach einem Kloster der Dominikaner (engl. black friars) benannt, das einst in der näheren Umgebung stand. Sie ist im Besitz von Bridge House Estates, einer Wohlfahrtsorganisation der Corporation of London.
Die 281 Meter lange und 32 Meter breite Brücke besteht aus fünf schmiedeeisernen Bögen und einer gusseisernen Balustrade im venezianischen Stil. Von John Birnie Philip geschaffene Skulpturen erinnern an die Dominikaner, die früher hier lebten; auf der Westseite sind dies Vögel und Blumen, auf der Ostseite Meerespflanzen und Wasservögel. Über die Brücke führt die Hauptstraße  A201.

## Geschichte

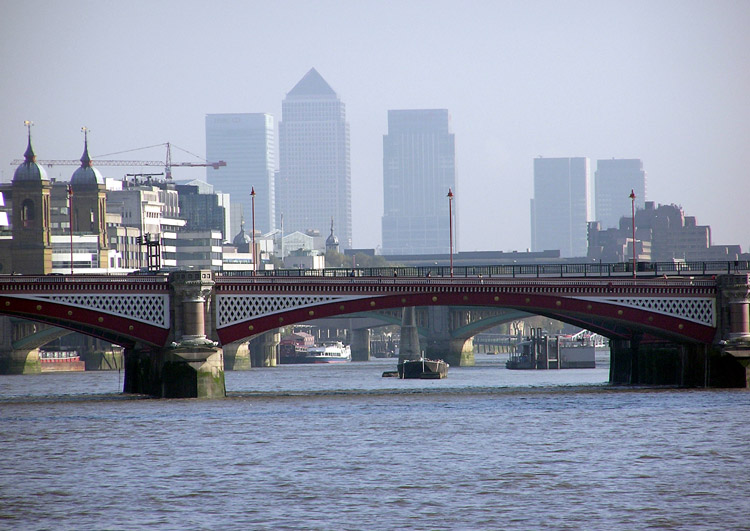
Ansicht der Blackfriars Bridge, am Horizont die Wolkenkratzer von Canary Wharf

Blackfriars Bridge und St Paul’s Cathedral, um 1910

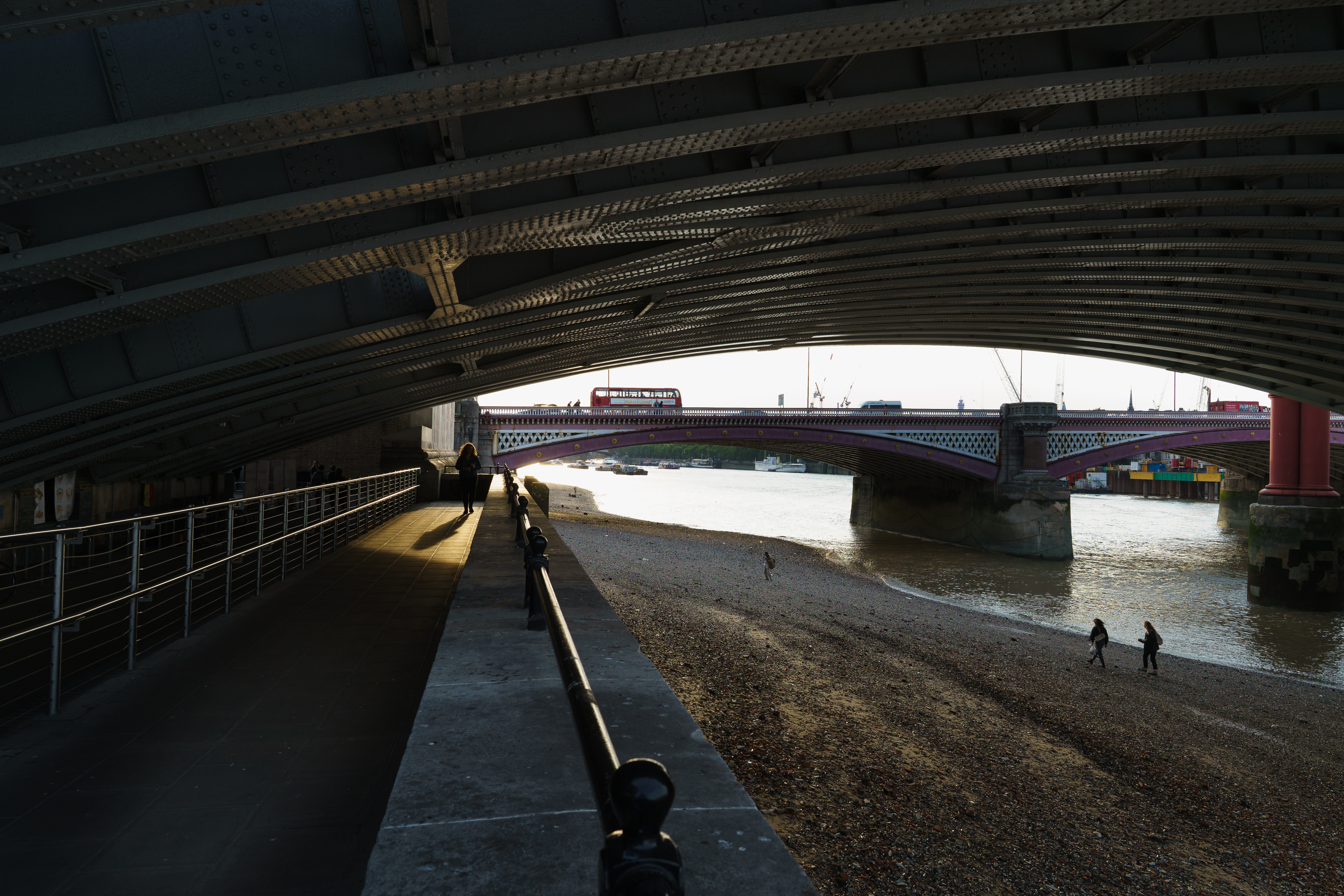
Ansicht vom Thames Path unter der Blackfriars Railway Bridge

### Erste Brücke
Nach einem Wettbewerb erhielt Robert Mylne im Jahr 1760 den Auftrag, eine neue Brücke zu bauen. Die 303 Meter lange und 13 Meter breite Brücke wurde 1769 eröffnet. Sie bestand aus neun halbelliptischen Bögen aus Portland-Kalkstein. Zu Beginn hieß die Brücke William Pitt Bridge (nach dem damaligen Premierminister William Pitt), wurde aber im Rahmen der Eröffnung in Blackfriars Bridge umbenannt. Zunächst musste noch Brückenzoll entrichtet werden. Während der Gordon Riots von 1780 wurden jedoch die Mautstationen überfallen und geplündert, was 1785 zur Aufhebung des Brückenzolls führte.
Das mit der Flut vordringende Salzwasser und das Wasser des verschmutzten River Fleet verursachten mit der Zeit erhebliche Schäden an den Kalksteinbögen. Schließlich riss man die Brücke 1860 ab und ersetzte sie vorläufig durch eine Hilfsbrücke an der gleichen Stelle.

### Zweite Brücke
Die heute bestehende Brücke entstand unter der Leitung von Joseph Cubitt, gleichzeitig mit der unmittelbar benachbarten Blackfriars Railway Bridge. Die offizielle Eröffnung erfolgte am 6. November 1869 durch Königin Victoria, für die im Jahre 1897 an der Brücke ein Denkmal errichtet wurde. Aufgrund des stetig zunehmenden Verkehrs musste die Brücke zwischen 1907 und 1910 um elf Meter verbreitert werden.
Am 18. Juni 1982 wurde der bekannte italienische Bankier Roberto Calvi unter der Brücke erhängt aufgefunden.